# Rottensee
Der Rottensee ist ein See im Kreis Plön im deutschen Bundesland  Schleswig-Holstein nördlich der Ortschaft Grebin und wird von der Kossau durchflossen. Der See ist ca. 37 ha groß und bis zu 1,9 m tief.